# Joué-sur-Erdre
Joué-sur-Erdre – miejscowość i gmina we Francji, w regionie Kraj Loary, w departamencie Loara Atlantycka.
Według danych na rok 2010 gminę zamieszkiwało 2163 osoby, a gęstość zaludnienia wynosiła 39 osób/km².

Joué-sur-Erdre.
La Demenure.
La Mulonnière.
La Gicquelière.